# Melica bonariensis
Melica bonariensis är en gräsart som beskrevs av Parodi. Melica bonariensis ingår i släktet slokar, och familjen gräs. Inga underarter finns listade i Catalogue of Life.